# Rene Goulet
Robert Bédard (Québec, 12 luglio 1932 – Matthews, 25 maggio 2019) è stato un wrestler canadese.
Era meglio conosciuto con il nome di René Goulet, con il quale ha combattuto nella World Wide Wrestling Federation.

## Carriera

### World Wide Wrestling Federation (1971-1987)
Bédard esordì nel 1957, combattendo il suo primo match contro Gerard Dugas.
Durante tutta la sua prima parte di carriera, lavorò per delle piccole federazioni, prima di passare all'American Wrestling Association dove combatté fino al 1971, anno in cui passò alla WWWF. Qui vinse il WWWF World Tag Team Championship insieme a Karl Gotch.
Robert Bedard è rimasto comunque simbolo di affidabilità ed era molto disponibile a combattere contro i nuovi talenti affinché venissero testati. Fra questi, i più noti sono stati Ric Flair, Ken Patera e The Iron Sheik.
Lottò regolarmente fino al 1986, anno nel quale cominciò sempre di più a sparire dalla scene. Partecipò ad una Legends Battle Royal dalla quale uscì però sconfitto nel 1987. Lavorò come road agent fino al 1997.
Ha combattuto nel primo match di wrestling trasmesso su USA Network. Il suo avversario era Tito Santana.

## Titoli e riconoscimenti
Championship Wrestling from Florida
- NWA Southern Heavyweight Championship (Florida version) (1)

Georgia Championship Wrestling
- NWA Georgia Tag Team Championship (1 - con Ole Anderson)

New Japan Pro-Wrestling
- NJPW MSG Tag League (1981) - con André the Giant

Pacific Northwest Wrestling
- NWA Pacific Northwest Tag Team Championship (2 - 1 con Pepper Martin - 1 con Shag Thomas)

World Wrestling Association
- WWA World Tag Team Championship (2 - 1 con Don Fargo - 1 con Zarinoff Lebeouf)

World Wide Wrestling Federation
- WWWF World Tag Team Championship (1 - con Karl Gotch)